# 1RXS J160929.1–210524 b
Az 1RXS J160929.1–210524 b a Gemini North Observatory által a közeli infravörös tartományban, fényképezéssel fölfedezett, 8 Jupiter tömegű exobolygó, mely fiatal, 5 millió éves, 500 fényévre lévő, Nap típusú, K7 színképtípusú csillagától meglehetősen távol, 330 CsE távolságra kering, az ilyen nagy távolság protoplanetáris korongból történő kialakulással viszonylag nehezen magyarázható, elképzelhető, hogy a bolygó a csillagokhoz hasonlóan, összehúzódással alakult ki. Felszíni hőmérséklete 1800 K. A felfedezés megerősítésére még várni kell, ilyen hosszú periódusú keringésnél ugyanis évekbe telik, amíg az égitest pályája pontosan számítható, és a keringés ténye (azaz, hogy nem egy távoli háttérobjektumról van szó) megerősíthető. A csillagászok szándékosan ilyen, viszonylag fiatal csillagok csoportosulásában kerestek exobolygókat (85 csillagot fényképeztek le), a fiatal csillagok bolygói ugyanis még nagyon forrók, és erősebben sugároznak.